# Henson Moore

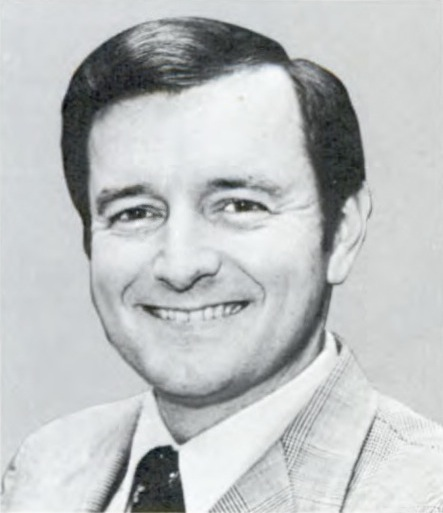
Henson Moore (1977)

William Henson Moore III (* 4. Oktober 1939 in Lake Charles, Louisiana) ist ein US-amerikanischer Politiker. Zwischen 1975 und 1987 vertrat er den Bundesstaat Louisiana im US-Repräsentantenhaus.

## Werdegang
Henson Moore besuchte bis 1958 die Baton Rouge High School und studierte danach bis 1961 an der Louisiana State University in Baton Rouge. Nach einem anschließenden Jurastudium an der gleichen Universität und seiner im Jahr 1973 erfolgten Zulassung als Rechtsanwalt begann er in seinem neuen Beruf zu arbeiten. Zwischen 1965 und 1967 war Moore Soldat in der US Army.
Politisch wurde er zunächst Mitglied der Demokratischen Partei. 1968 wechselte er als Anhänger von Richard Nixon zu den Republikanern. Zwischen 1971 und 1975 gehörte er dem Staatsvorstand seiner Partei in Louisiana an. 1984 war er Delegierter zur Republican National Convention in Dallas, auf der Präsident Ronald Reagan für eine zweite Amtszeit nominiert wurde. Bei den Kongresswahlen des Jahres 1974, die aufgrund von Wahlanfechtungen in seinem Wahlbezirk wiederholt werden musste, wurde Moore für den sechsten Sitz von Louisiana in das US-Repräsentantenhaus in Washington, D.C. gewählt. Dort trat er am 7. Januar 1975 die Nachfolge von John Rarick an. Nach fünf Wiederwahlen konnte er bis zum 3. Januar 1987 sechs zusammenhängende Legislaturperioden im Kongress absolvieren.
Im Jahr 1986 verzichtete Henson Moore zu Gunsten einer dann erfolglosen Kandidatur für den US-Senat auf eine mögliche Wiederwahl. Zwischen 1987 und 1989 war er Mitglied im Panama Canal Consultative Committee; von 1989 bis 1992 fungierte er als stellvertretender Energieminister (Deputy Secretary of Energy). Danach war er von 1992 bis 1993 unter Präsident George Bush als Nachfolger von Andrew Card stellvertretender Stabschef des Weißen Hauses (Deputy Chief of Staff). Moore war auch Vorstandsvorsitzender der American Forest & Paper Association und bis 2007 der International Forest & Paper Association. Heute ist er Vorstandsmitglied des American Council for Capital Formation und des United States − New Zealand Council. Moore ist mit der 1941 geborenen Carolyn Cherry verheiratet, mit der er drei erwachsene Kinder hat.